# UTC+14
UTC+14 е часова зона, разположена на 30° източно от антимеридиана и е дефакто зоната, която първа посреща новия ден на планетата.
Използва се целогодишно като стандартно време в:
- Кирибати
  - острови Лайн, включително о-в Киритимати.